# Phytoecia analis
Phytoecia analis là một loài bọ cánh cứng trong họ Cerambycidae.